# Campània antiga
L'antiga Campània (sovint també identificada com a Campania Felix o Ager Campanus) va indicar originàriament el territori de l'antiga ciutat de Càpua en l'època romana, i més tard també les planes dels diferents municipis veïns. Era un territori molt gran si es compara amb les altres ciutats itàliques de l'època romana i preromana, però les dimensions eren més petites que la regió moderna del mateix nom.
L'antiga Campània s'estenia des dels vessants del mont Massico (al nord) fins als Camps Flegreus i la zona vesuviana al sud. Inicialment també va incloure l'ager Falernus, després va ser molt redimensionada per Roma a causa de l'aliança de la ciutat de Càpua amb Hanníbal.
Els principals nuclis habitats d'aquesta regió històrica van ser (de nord a sud) Càpua, Atella, Liternum, Cumae, Baiae, Puteoli, Acerrae, Nola, Neapolis, Caprae, Oplontis, Pompei, Sorrentum, Stabiae, Nuceria Alfaterna i Salernum.
Gràcies a la fertilitat del sòl, i també per la presència del riu Volturno, es va guanyar el nom de Campània Fèlix.

## Antiguitat clàssica
Segons el filòleg romà Sext Pompeu Fest (segle ii), el nom preromà de Campània era Oscor, el nom que els oscs anomenaven la regió que habitaven. El topònim Campania, que data del segle v aC, és d'origen clàssic. La hipòtesi més acreditada és que deriva del nom dels antics habitants de Càpua. De fet, dels capuani tindríem campani i, per tant, Campània. Per altra banda, Livi i Polibi van anomenar la regió Ager Campanus amb una clara referència a Càpua i els seus voltants.

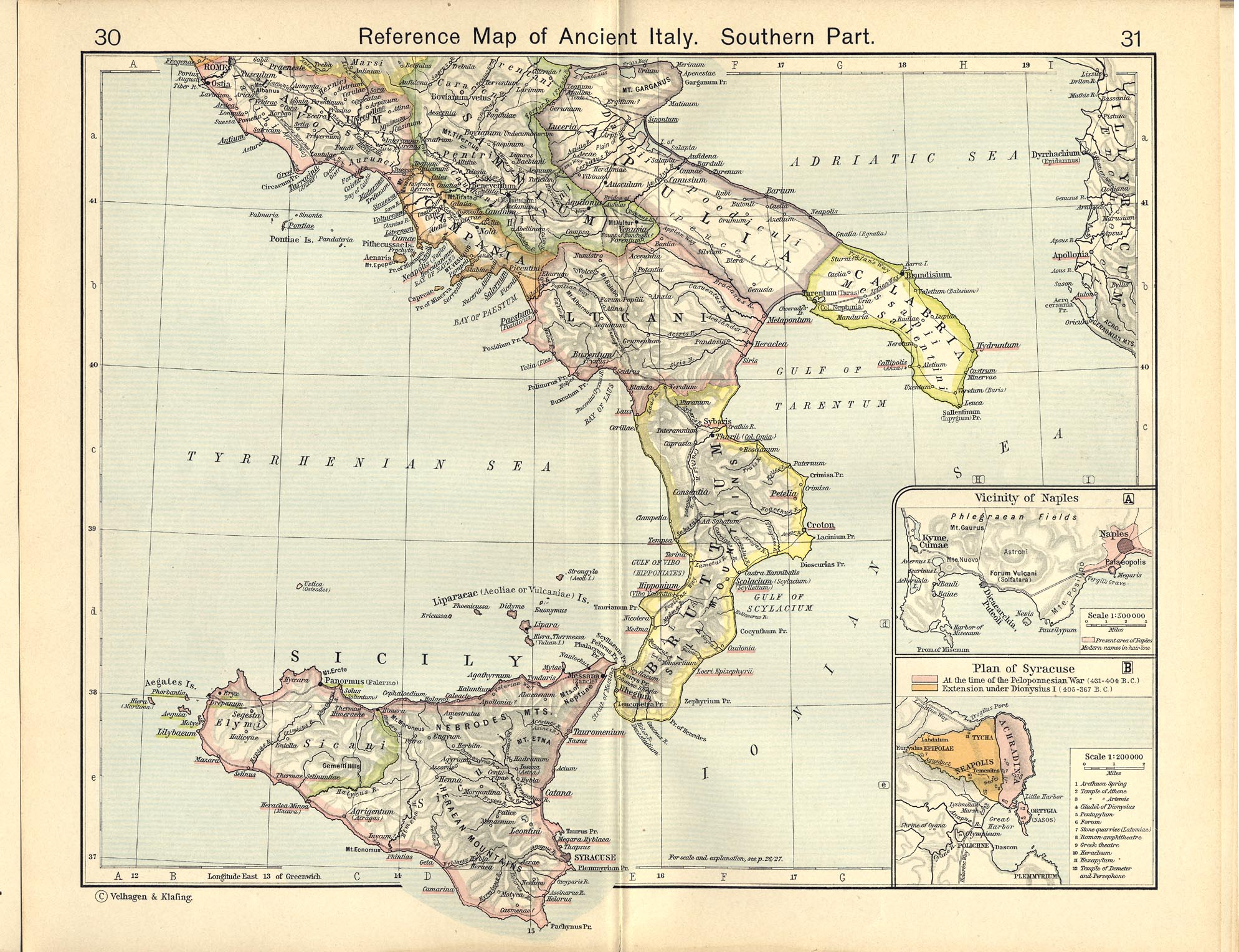
Mapa històrics del sud d'Itàlia a l'època d'August
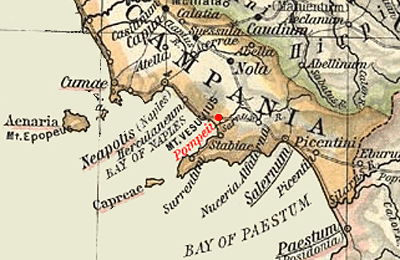
La Campània antiga i Pompeia

A partir de la divisió augustea de les províncies de la península, el concepte de Campània es va estendre més enllà dels seus límits originals, abastant un pou més gran que l'àrea que envolta Càpua. El terme Campània va passar a indicar una zona plana genèrica, probablement en consonància amb el campus i, en particular, el terme també va començar a referir-se a la part plana del Laci (Campània de Roma, després Campagna romana, i Comitè de Campània, després Campagna e Marittima). És en aquest marc on l'adjectiu felix s'uneix al nom de Campània. La seva introducció es deu a Plini el Vell, que sent la necessitat de distingir Campania Antiqua del nou concepte més extens de Campània, que incloïa l'anomenada Campania Nova (la Campània de Roma). L'atribut felix va néixer, doncs, no tant per indicar la fertilitat del territori, sinó per identificar de manera única una part concreta de territori: la Campània de Càpua.

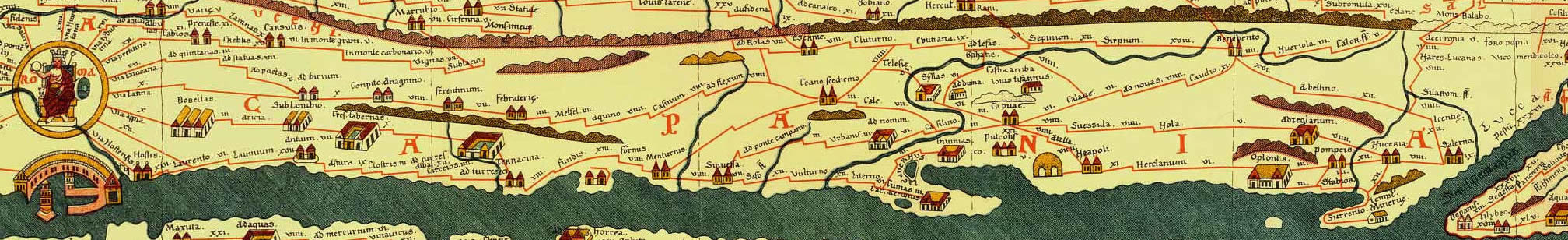
La Campània en la Taula de Peutinger

L'antiga Campània, tancada entre els Apenins i la mar, tenia com a límits al sud el riu Sele i al nord el Garigliano (segons Plini el Vell, en canvi, la ciutat de Sinuessa). El territori de la Campània, juntament amb el Latium, va passar a formar part, a la subdivisió d'August, de la Regio I: Latium et Campania.

## Edat Mitjana
A l'edat mitjana, el topònim Terra Laboris, registrat per primera vegada l'any 1092 (tot i que hi ha dubtes sobre l'originalitat del document), substituí el nom de Campània. El nou topònim substituirà oficialment l'antic a la subdivisió territorial normanda. De fet, a partir del segle vii, a causa de la prevalença del Ducat de Nàpols, la connexió entre el topònim llatí Campània i el que originàriament indicava es va perdre en la llengua. De manera emblemàtica, els mapes geogràfics, des del 1500 fins al 1700 aproximadament, mostraven la indicació Terra Laboris olim Campania felix.

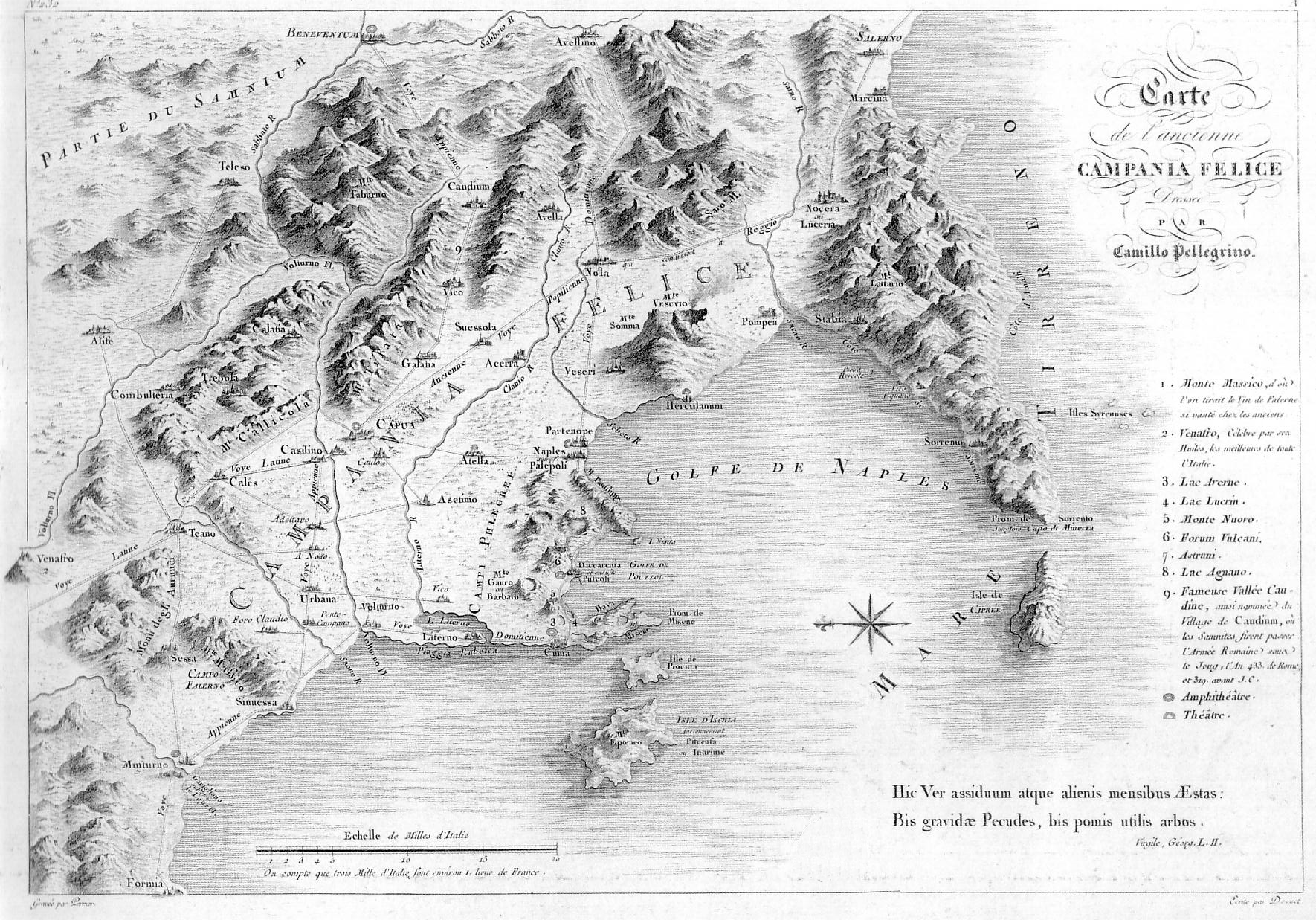
Mapa de l'antiga Campania felix

La unitat de Campània es va estendre a l'època medieval, constituint primer un comtat i després un principat (Principat de Càpua) i es perllongà fins al Regne de les Dues Sicílies, constituint la seva execució (després província) de Terra di Lavoro que tenia Càpua com a capital fins al segle xix i després Caserta.
La Terra di Lavoro del Regne de les Dues Sicílies, a diferència de la Campània de l'antiguitat i de l'actual regió administrativa de la República Italiana, estava formada per gairebé tota la província de Caserta, la part meridional de les províncies de Latina i Frosinone, i part de les províncies de Nàpols, Avellino i Isernia.

## El problema de lalimitatio
La definició exacta de les fronteres de la Campània és encara una qüestió oberta i encara molt problemàtica, primer pel moviment decidit per la Civitas Capuana del centre de la ciutat cap al riu Volturno a l'època medieval (ca. 800) i després, en el període unitari (finals de 1800), quan es va separar la ciutat de Càpua de la seva frazione de Santa Maria Maggiore amb el nom de Santa Maria Capua Vetere.